# 24e corps d'armée (Allemagne)
Pour les articles homonymes, voir 24e corps d'armée.
Le 24e corps d'armée (en allemand : XXIV. Armeekorps) était un corps d'armée de l'armée de terre allemande, la Heer, au sein de la Wehrmacht pendant la Seconde Guerre mondiale.

## Hiérarchie des unités
| Nom          | Nbre d'hommes       | Unités subalternes                | Grade de commandement                 |
| ------------ | ------------------- | --------------------------------- | ------------------------------------- |
| Heeresgruppe | + 300 000           | 2 à + Armeen (Armées)             | Generaloberst ou Generalfeldmarschall |
| Armee        | + 100 000 - 300 000 | 2 à + Armeekorps (Corps d'armées) | General ou Generaloberst              |
| Armeekorps   | + 30 000 - 80 000   | 2 à + Divisionen (Division)       | Generalleutnant ou General            |
| Division     | + 10 000 – 20 000   | 2 à 6 Brigaden (Brigade)          | Generalmajor ou Generalleutnant       |
| Brigade      | + 3 000 – 5 000     | jusqu'à 3 Regimentern (Régiment)  | Oberst ou Generalmajor                |

## Historique
En 1914 le 24e est commandé par le général Friedrich von Gerok, il participe au Siège de Lille (1914), à la Première bataille d'Ypres, à la Bataille de Łódź (1914), la Bataille de Bolimov, la Bataille de Varsovie (1915), la bataille de Verdun, la Bataille du Chemin des Dames et l'Offensive du Printemps.  
Le XXIV. Armeekorps est originellement formé le 10 novembre 1938 comme Generalkommando der Grenztruppen Saarpfalz à Kaiserslautern dans le Wehrkreis XII.

Il est mobilisé avec la 2e vague pendant l'été 1939. Le 17 septembre 1939, il est renommé Generalkommando XXIV. Armeekorps. Il prend part à la campagne de France, puis il est réorganisé pour devenir Generalkommando XXIV. Armeekorps (motorisiert).
Le 21 juin 1942, il est renommé Generalkommando XXIV. Panzerkorps.

## Organisation

### Commandants successifs
- 1914 - 1918 : Friedrich von Gerok

| Date                               | Grade                     | Commandant                                      |
| ---------------------------------- | ------------------------- | ----------------------------------------------- |
| 1er octobre 1938 - 14 février 1940 | General der Pioniere      | Walter Kuntze                                   |
| 14 février 1940 - 7 janvier 1942   | General der Panzertruppen | Leo Geyr von Schweppenburg                      |
| 7 janvier 1942 - 21 juin 1942      | General der Panzertruppen | Willibald Freiherr von Langermann und Erlencamp |

### Chef des Generalstabes
| Date                              | Grade               | Commandant              |
| --------------------------------- | ------------------- | ----------------------- |
| 10 novembre 1938 - 1er avril 1941 | Generalmajor i.G.   | Maximilian Fretter-Pico |
| 13 mai 1942 - 21 juin 1942        | Oberstleutnant i.G. | Otto Heidkämper         |

### 1. Generalstabsoffizier (Ia)
| Date                               | Grade               | Commandant              |
| ---------------------------------- | ------------------- | ----------------------- |
| 10 novembre 1938 - 20 octobre 1939 | Oberstleutnant i.G. | Ludwig Müller (général) |
| 7 avril 1940 - 5 avril 1942        | Oberstleutnant i.G. | Otto-Hermann Brücker    |
| Avril 1942 - 21 juin 1942          | Major i.G.          | Kurt Sengpiel           |

## Théâtres d'opérations
- Mur de l'Ouest : Septembre 1939 - Juin 1941
- Front de l'Est secteur Centre : Juin 1941 - Juin 1942

## Ordre de batailles

### Rattachement d'Armées
| Date          | Armée          | Groupe d'Armées    |
| ------------- | -------------- | ------------------ |
| 1939          |                |                    |
| 1er septembre | 1. Armee       | Heeresgruppe C     |
| 1940          |                |                    |
| 1er janvier   | 1. Armee       | Heeresgruppe C     |
| Novembre      | 2. Armee       | Heeresgruppe C     |
| 1941          |                |                    |
| Janvier       | 2. Armee       | Heeresgruppe C     |
| Avril         | 11. Armee      | Heeresgruppe C     |
| Mai           | 4. Armee       | Heeresgruppe B     |
| 20 juin       | Panzergruppe 2 | Heeresgruppe Mitte |
| 6 octobre     | 2. Panzerarmee | Heeresgruppe Mitte |
| 1942          |                |                    |
| 1er janvier   | 2. Panzerarmee | Heeresgruppe Mitte |
| 20 avril      | -              | Heeresgruppe Mitte |
| Juin          | 4. Panzerarmee | Heeresgruppe Süd   |

### Unités subordonnées

#### Unités organiques
- Arko 143
- Korps-Nachrichten-Abteilung 424
- Korps-Nachschubtruppen 424
- Feldgendarmerie-Trupp 424

#### Unités rattachées
1er septembre 1939
- 6. Infanterie-Division
- 9. Infanterie-Division
- 36. Infanterie-Division

16 juin 1940
- 60. Infanterie-Division
- 252. Infanterie-Division
- 168. Infanterie-Division

8 juin 1941
- 40. Infanterie-Division
- 3. Panzer-Division
- 4. Panzer-Division
- 255. Infanterie-Division
- 267. Infanterie-Division

27 juin 1941
- 1. Kavallerie-Division
- 3. Panzer-Division
- 4. Panzer-Division
- 10. Infanterie-Division (mot.)

3 septembre 1941
- 3. Panzer-Division
- 4. Panzer-Division
- 10. Infanterie-Division (mot.)
- Infanterie-Regiment Groß-Deutschland

2 octobre 1941
- 4. Panzer-Division
- 3. Panzer-Division
- 10. Infanterie-Division (mot.)

2 janvier 1942
- Gruppe Eberbach
- Gruppe Usinger

2 avril 1942
- 17. Panzer-Division
- 18. Panzer-Division
- 208. Infanterie-Division
- 211. Infanterie-Division
- 339. Infanterie-Division
- Gruppe v. Lüttwitz

14 juin 1942
- 82. Infanterie-Division
- 9. Panzer-Division
- 3. Infanterie-Division (mot.)

## Sources
- XXIV. Armeekorps sur Lexikon-der-wehrmacht.de